# Michael Gleich (Journalist)

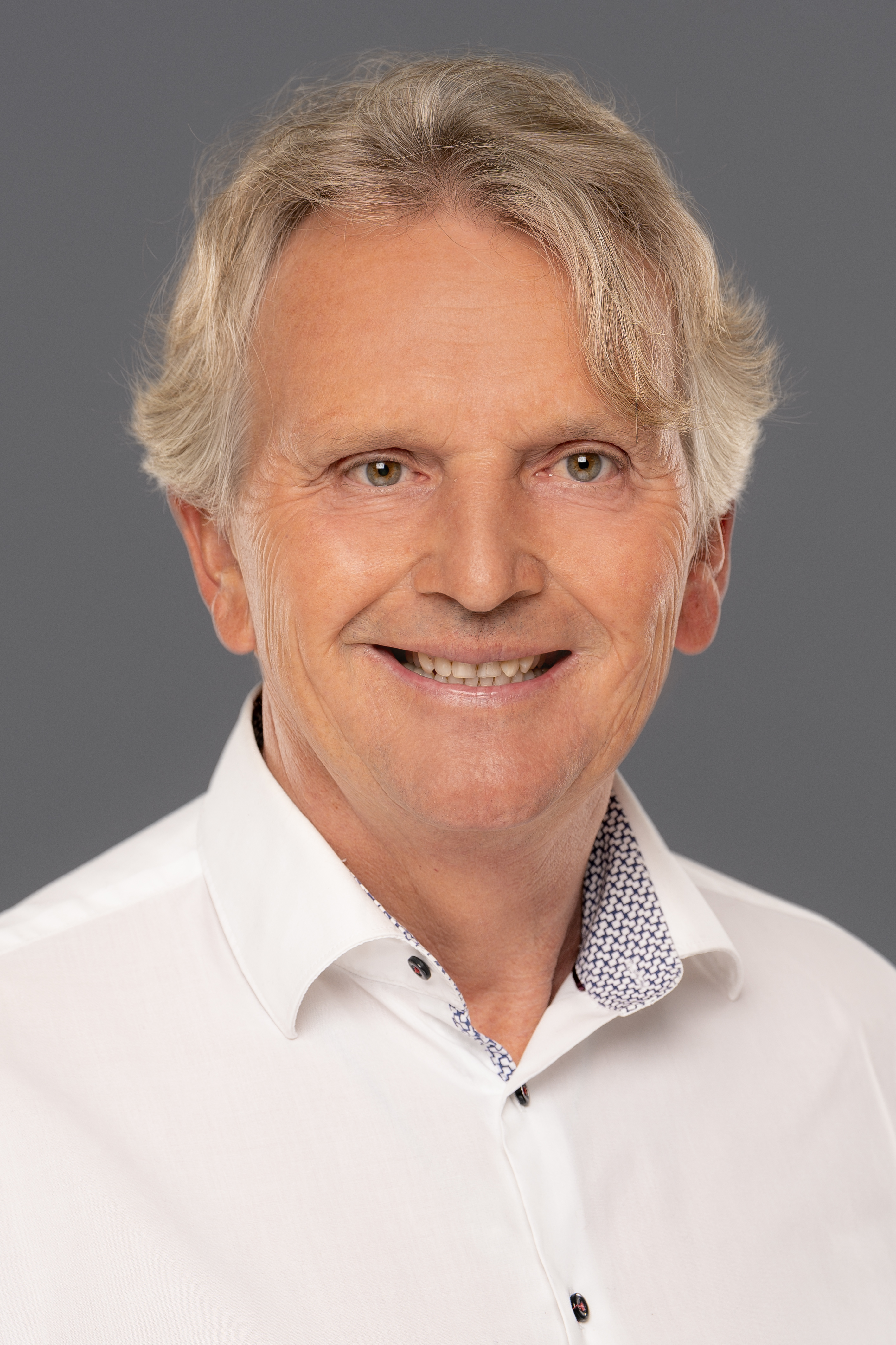
Michael Gleich, 2022

Michael Gleich (* 1960 in Oberhundem) ist Wissenschaftsjournalist, Moderator und Entwickler publizistischer Projekte.

## Werdegang
Nach dem Abitur am Gymnasium der Stadt Lennestadt 1979 studierte Gleich Publizistik, Soziologie und Geschichte an der Westfälischen Wilhelms-Universität in Münster. 1984 war er Mitbegründer des Journalistenbüros kontur, für das er Wissenschaftsreportagen schrieb. Sie erschienen unter anderem in GEO, stern, Weltwoche, natur, Brigitte und ZEIT-Magazin. Von 1989 bis 1992 arbeitete er als Redakteur für die Zeitschrift natur in München, seit 1993 wieder als freier Publizist. Er lebt in Berlin.

## Tätigkeiten
Gleichs Bücher richten sich an ein breites Publikum. Für sein Projekt Peace Counts reisten Journalisten und Fotografen in über 40 Konfliktregionen und dokumentierten die Arbeit von Friedensmachern, die Konflikte auf friedliche Weise und nachweisbar mit Erfolg lösen. Die Ergebnisse erschienen als Beiträge in europäischen Magazinen, als mehrteilige Hörfunkserie, ferner als Webseite, Buch, CD-Rom für den Schulunterricht und wurden in Konferenzen und einer Foto-Ausstellung verwendet. Von Gleich mitinitiierte Multimedia-Projekte wie Life Counts, Culture Counts und Peace Counts verfolgen das Konzept des konstruktiven Journalismus. Gleich war einer der ersten, der diesen Begriff in Deutschland verwendete. Für das Konzept wurde er zum Fellow der internationalen Organisation Ashoka ernannt. Es geht darum, nicht bei der Beschreibung globaler Probleme stehenzubleiben, sondern mögliche Lösungen zu recherchieren und zu veröffentlichen. Um konstruktiven Journalismus zu praktizieren, zu lehren und weiterzuentwickeln, gründete er mit dem Journalisten Tilman Wörtz die Culture Counts Foundation gGmbH. Sie baute eine Radioschule für Friedensjournalisten in der Elfenbeinküste auf, Studio Mozaik, und gibt seit 2016 einmal jährlich „MUT – magazin für lösungen“ heraus, als Beilage großer Tageszeitungen und journalistischer Fachmagazine.
Für Verlage betreut Gleich Hefte und Buchkonzepte (GEOspezial Indien, GEOextra Das 21. Jahrhundert, CIPRA: Der Alpenreport 2 und 3). Für Unternehmen entwickelt er Kommunikations-Konzepte, Magazine und Berichte. Zu den Themen Mobilität, Frieden, Entwicklung und Umwelt moderiert Michael Gleich Podiumsdiskussionen und Tagungen. Für das Online-Magazin ChangeX schrieb er Essays über kulturelle Vielfalt.
Mit Tina Gadow gründete er 2010 der kongress tanzt – Netzwerk für gute Veranstaltungen.
Im Jahr 2016 initiierte er den ersten Global Peacebuilders Summit, einen Gipfel für zivilgesellschaftliche Friedensmacher aus weltweiten Krisengebieten.

## Veröffentlichungen
- Mobilität. Warum sich alle Welt bewegt, Verlag Hoffmann & Campe 1997
- mit Dirk Maxeiner, Michael Miersch, Fabian Nicolay: Life Counts – Eine globale Bilanz des Lebens, Berlin Verlag 2000
- Web of Life. Die Kunst vernetzt zu leben, Verlag Hoffmann & Campe 2002
- mit Dagmar Deckstein, Peter Felixberger, Wolf Lotter: Wir kündigen. Und definieren das Land neu, Hanser Verlag 2005
- mit Petra Gerster: Die Friedensmacher, Hanser Verlag 2005
- Wir Alpen! Menschen gestalten Zukunft. 3. Alpenreport, Konzept, Haupt Verlag 2007
- mit Peter Felixberger: Culture Counts. Wie wir die Chancen kultureller Vielfalt nutzen, Econ Verlag 2008
- Der Kongress tanzt. Begeisternde Veranstaltungen, Tagungen, Konferenzen. Ein Plädoyer und Praxisbuch, Springer Gabler 2014
- mit Wolfgang Endres, Hartmut Rosa:75 Bildkarten Resonanzpädagogik, Beltz 2019
- Places of Resonance. Orte der Stille in Südwestfalen, Eigenverlag 2022

## Ausstellungskonzeptionen
- „Geschichten aus der Geschichte der Mobilität“, BMW-Museum, München, 1994
- „Zukunft leben“, 50 Jahre Fraunhofer-Gesellschaft, Deutsches Museum München, 1999
- Themenpark „Mobilität“ der Expo 2000, Hannover (Drehbücher)
- „Web of Life“, interaktives Medienkunstwerk am ZKM Karlsruhe und mit vier vernetzten Außenstationen, u. a. in Sao Paulo, Johannesburg, Beijing, Nagoya

## Ehrungen
- Stipendium der Heinz-Kühn-Stiftung, Düsseldorf, 1987
- Sonderpreis beim Deutschen Umweltpreis für Publizistik für Madagaskar – Ein Land geht den Bach runter, 1990
- Sonderpreis beim Deutschen Umweltpreis für Publizistik für Der weite Ritt der Doña Eusebia (Indianer in Bolivien), 1992
- Journalistenpreis Entwicklungspolitik, 1993
- Journalistenpreis Wirtschaftsreportage des Jahres für Neue Ernten für die Kaffeepflanzer (Kolumbien), 1993
- Journalistenpreis Entwicklungspolitik, 1995
- Preis des Kommunikationsverbandes e.V. für das Umweltmagazin change (in Kooperation mit der Hoechst AG), 1996
- Publizistikpreis „Mobilitätsbedürfnisse“, verliehen vom Alcatel SEL Stiftungskolleg, TU Dresden, für das Buch „Mobilität. Warum sich alle Welt bewegt“, 1998
- „Wissenschaftsbuch des Jahres“ für „Life Counts. Eine globale Bilanz des Lebens“, 2000
- Buchpreis der Deutschen Umweltstiftung für „Life Counts“, 2003 Erster Preis beim Wettbewerb „Zukunftsideen“ der Sparda-Bank Hamburg für „Peace Counts“, 2003
- Ernennung zum Ashoka Fellow[8], eine Auszeichnung für Social Entrepreneurs, im August 2008
- Journalistenpreis Andere Zeiten für “Der Horror steckt noch in den Köpfen” (Libyen)[9]
- Friedenspreis 2018 Sievershäuser Ermutigung[10] für die Culture Counts Foundation und ihre konstruktive Berichterstattung aus Krisenregionen
- Journalistenpreis[11] für die Ausgabe „Afrika Anders“ von MUT – magazin für lösungen (Herausgeber)